# Trawnik (zespół muzyczny)
Trawnik – polski zespół muzyczny, grający reggae i ska.

## Historia
Zespół powstał w 1979 roku na warszawskim Żoliborzu. Pierwsze próby odbywały się w piwnicy Krzysztofa Bienia, wokalisty zespołu. Pierwotnie muzycy nazwali się Differ (od jednej z części samochodu), a na początku lat 80. XX wieku zmienili nazwę na Sukces. Od 1981 roku zaczęli występować w klubie Riviera-Remont. Styl zespołu oscylował wokół ska i reggae, widoczna była również inspiracja rock and rollem lat 60. Od Pola Mokotowskiego, na którym spotykali się członkowie zespołu, zespół przyjął nazwę Trawnik. W 1982 roku klub Riviera-Remont wysłał Trawnik, wraz z innymi zespołami, na festiwal Open Rock. Trawnik został zauważony przez jury i wystąpił w koncercie finałowym. W roku 1984 grupa zawiesiła działalność.
Od 1984 do 1988 roku w piwnicy domu Bieniów próby miał zespół Miasto, w którym grali Krzysztof Bień i Kuba Sienkiewicz, to właśnie z Miasta powstały później Elektryczne Gitary. Namowy Kuby|Sienkiewicza, skierowane pod adresem Bienia, w sprawie reaktywacji zespołu zakończyły się w 1995 roku wydaniem płyty o charakterze retrospektywnym – Czarodzieje. Wydawcą było S.P. Records, wystąpił na niej także wspomniany Kuba Sienkiewicz. Po wydaniu albumu zespół wznowił działalność, w jego drugim składzie grali Krzysztof Bień, Marcin Rybak, Mikołaj Kuczkowski, Mariusz Radzikowski, Andrzej Owczynnikow, Henryk Wasążnik i Marek Kaim.
Śmierć Henryka Wasążnika spowodowała krótką przerwę w działalności zespołu. Trawnik wrócił na scenę w całkowicie zmienionym składzie. Do Krzysztofa Bienia dołączyli Wojciech Szewko, Sylwester Kozera, gitarzysta Robert Berger i perkusista Tomasz „Memel” Tarczyński. W 2000 roku zespół wydał drugą płytę Sztajerska, z kolei w 2001 roku nagrał swoją wersję Telewizji zespołu Kryzys. Kolejna płyta ukazała się nakładem własnym zespołu w lipcu 2003 roku pod tytułem FAFARAFA.

## Dyskografia
- 1995 – Czarodzieje (S.P. Records)
- 2000 – Sztajerska (Ars Mundi)
- 2003 – Fafarafa (F. Ciasto)